# Wuustwezel
Wuustwezel är en kommun i provinsen Antwerpen i regionen Flandern i Belgien. Wuustwezel hade 20 627 invånare (2017).